# 389 Industria
Industria (asteroide 389) é um asteroide da cintura principal com um diâmetro de 79,23 quilómetros, a 2,4389257 UA. Possui uma excentricidade de 0,06516018 e um período orbital de 1 539,17 dias (4,22 anos).
Industria tem uma velocidade orbital média de 18,44004859 km/s e uma inclinação de 8,13421367º.
Este asteroide foi descoberto em 8 de Março de 1894 por Auguste Charlois.